# Ted Brown
College Football Hall of Fame 2013
(en) Statistiques sur pro-football-reference
Thomas Edward « Ted » Brown (né le 15 février 1957 à High Point dans l'État de Caroline du Nord aux États-Unis) était un joueur professionnel américain de football américain. Il évoluait au poste de running back.
Joueur du Wolfpack de l'Université d'État de Caroline du Nord, il est choisi au premier tour par les Vikings du Minnesota lors de la draft de la NFL en 1979. Il joue avec les Vikings pendant huit saisons, soit de 1979 à 1986. Il est intronisé au College Football Hall of Fame en 2013.
Son fils, J.T., est un joueur professionnel de hockey sur glace et joue actuellement pour les Ducks d’Anaheim.